# Kiini Ibura Salaam
Œuvres principales
- Ancient, Ancient

Kiini Ibura Salaam, née en 1973 à La Nouvelle-Orléans en Louisiane, est une essayiste, écrivaine de science-fiction féministe et de fantasy, et peintre américaine. Son recueil de nouvelles Ancient, Ancient (d) a remporté le prix James Tiptree, Jr. 2012.
Elle est la fille de l'écrivain et activiste Kalamu ya Salaam (en).

## Œuvres

### Recueils de nouvelles
- (en) Ancient, Ancient, Aqueduct Press, 2012[4]
- (en) When the World Wounds, Third Man Books, 2016[5]

### Nouvelles parues en anthologie
- (en) At Life's Limits, 2000Parue dans l'anthologie Dark Matter
- (en) Rosamojo, 2003Parue dans l'anthologie Mojo: Conjure Stories (en)
- (en) Kai Does Red...Again, 2003Parue dans l'anthologie Best Black Women's Erotica 2
- (en) Desire, 2004Parue dans l'anthologie Dark Matter II: Reading the Bones

### Essais
- (en) How Sexual Harassment Slaughtered, Then Saved Me, 2002Paru dans Colonize This!: Young Women of Color on Today's Feminism

## Prix
- Prix James Tiptree, Jr. 2012 pour Ancient, Ancient[1],[2].